# Kaneyama (Yamagata)
Kaneyama (jap. 金山町 Kaneyama-machi) – miasto w Japonii, na wyspie Honsiu, w prefekturze Yamagata. Według danych na rok 2020 miejscowość zamieszkiwało 5 071 mieszkańców , a gęstość zaludnienia wyniosła 31,4 os./km².